# Droes
Droes is een besmettelijke ziekte van de bovenste luchtwegen bij paarden en andere paardachtigen. De ziekte wordt veroorzaakt door een bacterie, Streptococcus equi. Droes komt wereldwijd voor (endemisch) bij gedomesticeerde paarden. Droes moet niet verward worden met kwade droes of malleus, een andere, zeer besmettelijke ziekte die voorkomt bij paarden, muildieren en ezels en die wordt veroorzaakt door de bacterie Burkholderia (Pseudomonas) mallei.
1. ↑  Malleus (kwade droes), Burkholderi (Pseudomonas) mallei. www.huidziekten.nl. Geraadpleegd op 23 september 2021.